# 酒井一圭
酒井 一圭（さかい かずよし、1975年6月20日 - ）は、日本の俳優、元子役、元プロレスラー、歌手、プロデューサー、作詞家。
歌謡グループ「純烈」のプロデューサー、リーダー。G-STAR.PRO所属。大阪府吹田市出身。

## 経歴

### 子役時代から再デビューまで
両親に懇願して、1983年に東京宝映テレビ（現・宝映テレビプロダクション）に入団。1985年、『逆転あばれはっちゃく』にて子役としてデビュー。9歳当時にオーディションを受けて5代目桜間長太郎役に抜擢された。長太郎の設定年齢は酒井よりも3歳年上の12歳だったが、本人は「体が大きかったため、特に違和感がなかった」と回想している。しかし同作のオーディションでは先立って行われた東京宝映内の主役オーディションで落選し、友人役など別役の審査を受けるが、ちょうどその前日に妹と喧嘩したことで顔に傷を作った状態であり、更に他の子役の参加者と使い捨て懐炉の投げ合いになって、懐炉が破れ鉄粉など中の黒い粉末が飛び散って顔が真っ黒になり、そのままの状態で臨んだ結果、それまでの有力候補を跳ね除けて受かり、逆転したためにタイトルが『逆転あばれはっちゃく』になったと後に当時の監督から聞かされたと語っている（同作のオーディションに遅刻して酒井1人でオーディションを受けたという話もある）。
1988年頃に当時在籍していた東京宝映を学業専念のため辞める意志を固める。この年、『3年B組金八先生』（第3シリーズ、TBS）に3年B組の生徒役でオファーを受けていたが断っている。そして辞める際に引き留めてくれたのが、当時同じ東京宝映に在籍し、本人曰く「兄のような感覚がしていた」、高橋良明だったという。その後高校生になり、3年生の文化祭の時に友人からTHE BLUE HEARTSのコピーバンドにボーカルで誘われ、歌うだけならと引き受けて出演した時に、みんなが一斉に盛り上がるのをステージから見て「やっぱり俺は人を喜ばせるのが好きや、表現の世界へ戻ろう」と決めて芸能活動再開を目指し、芸能界へ復帰する。
1994年、『横浜ばっくれ隊』シリーズに出演し、俳優として活動再開。1998年、第71回アカデミー賞作品賞『シン・レッド・ライン』に出演。2001年、「スーパー戦隊シリーズ」『百獣戦隊ガオレンジャー』に牛込草太郎 / ガオブラック役でレギュラー出演。2005年、映画『クラッシャーカズヨシ』で主演を務めた。
プロレスラーとしては2005年10月2日、DDTプロレスリング内の別ブランド「マッスル」に参戦を発表。直後のマッスルハウス後楽園ホール大会でプロレスデビューを果たした。ここではプロデューサー・鶴見亜門（演じているのは俳優の今林久弥）の意向で、「酒井一圭改め、酒井一圭HG」としてレイザーラモンHGのような衣装とハードゲイキャラで出場することになった。その後も継続参戦し、2010年10月6日、マッスルハウス10後楽園ホール大会をもって引退。入場曲は郷ひろみの「GOLDFINGER '99」。2019年2月16日、両国国技館で行われた「マッスルマニア 2019 in 両国〜俺たちのセカンドキャリア〜」に久々の参戦を果たした。

### 純烈として
2007年にメンバー1人1人に「紅白に出て親孝行しよう!」と口説き、歌謡グループ純烈を結成。約3年に及ぶ地道な下積みを経て、2010年に「涙の銀座線」でユニバーサルレコードよりメジャーデビュー。同グループではプロデューサー、リーダー、作詞担当としてグループを牽引。2018年、日本作曲家協会奨励賞、ゴールドディスク認定、日本レコード大賞選奨、第69回NHK紅白歌合戦に初出場を果たし、結成以来の夢を掴み取った。以降74回まで6年連続で出場を果たしている。老若男女に対し明るく親しみのあるキャラクターで、2024年にはNHK「鶴瓶の家族に乾杯」にゲスト出演した。

## 人物
千葉県立柏西高等学校卒業。大阪には3歳の時まで居たが、その後東京都の多摩ニュータウンに転居、自身の中学進学と共に千葉ニュータウンに転居。
少年時代の夢はアントニオ猪木（プロレスラー）になること、『あばれはっちゃく』になること、『太陽戦隊サンバルカン』のバルイーグルになることだった。
『逆転あばれはっちゃく』で実際の物語で長太郎は旧来シリーズ同様5年生。厳密には放送開始時期の3月に合わせて最初だけ4年生で、4月放送分から5年生に進級している（同時に酒井自身は4年生に進級）ため演じた役の長太郎との年齢差は1歳しかないので3歳差は本人の勘違いと思われる。とはいえ歴代シリーズの長太郎役で実年齢が役の長太郎より年下なのは酒井のみだった（初代の吉田友紀は2歳上、3代目の荒木直也は1歳上、2代目の栗又厚、4代目の坂詰貴之は同じ年）。また作中で同級生として共演した者はヒロインの花村あかねを演じた浅見奈生（1974年5月5日生まれ）をはじめとして、ほぼ全員実年齢では酒井より1～2歳上でありながら体つきでは酒井演じる長太郎が一番大きかった。
『ガオレンジャー』以前に『星獣戦隊ギンガマン』や『救急戦隊ゴーゴーファイブ』のオーディションも受けていたが、いずれも最終選考で落選し、3度目の参加となった『ガオレンジャー』のオーディションでようやく合格となった。「マッスル」参戦によりプロレスラーとしてもデビューを果たし、少年時代の夢をすべて達成することとなった。
2007年、『クラッシャーカズヨシ 〜怒る〜』の撮影中、右足首を複雑骨折。緊急手術をした。
「マッスル」を立ち上げたマッスル坂井は、スーパー・ササダンゴ・マシン名義で2019年から純烈のコンサート公演においても脚本を担当したり、自ら出演している。また、プロデューサー・鶴見亜門を演じた今林久弥は後に純烈のコンサート公演にも出演している。

### プロデューサーとして
『ガオレンジャー』放送中から行なっていた単独トークライブ「酒井祭」の担当プロデューサーが「私たちと一緒にやりませんか?」と開演前の楽屋で酒井に提案したことが発端で、2006年に新宿ロフトプラスワン・プロデューサーに就任。数々のイベントを企画・構成し、レギュラー化させた。2011年ライブハウスロフトグループ席亭の平野悠から「酒井一圭はロフトの恩人」と称される。2020年、第33回東京国際映画祭 ジャパニーズ・アニメーション部門 特撮特集『スーパー戦隊』イベントプロデューサーに就任。2021年、和歌山市のテーマパーク「和歌山マリーナシティ」でスタートする「機界戦隊ゼンカイジャーVS百獣戦隊ガオレンジャー スペシャルバトルステージ」の総合プロデューサーに就任した。

### 競馬
幼少時代から親戚らの影響で競馬に慣れ親しんでおり、牧場で馬に触れながら本格的にのめり込むようになる。中学時代より馬券検討のスタイル（酒井の法則）を独自に考案。「東京競馬場があるから」という理由で20歳から府中市に住むようになる。『ガオレンジャー』放送終了後から競馬専門チャンネル・グリーンチャンネルに出演。競馬予想家としてnetkeiba「馬券総合倶楽部」にて毎週連載を寄稿、歴代最高配当記録（200万馬券）を保持。様々な媒体でコラムやエッセイも寄稿している。熱心な地方競馬ファンでもある。2022年に地方競馬の馬主資格を取得した。

## 出演

### テレビドラマ
- 逆転あばれはっちゃく（1985年、テレビ朝日・国際放映） - 5代目あばれはっちゃく・桜間長太郎 役 主演
- それ行けズッコケ三人組（1985年、関西テレビ・フジテレビ）
- 中学生日記（1996年、NHK名古屋）
- 仮面ライダークウガ（2000年、テレビ朝日・東映） - ゴ・ガメゴ・レ 役
- スーパー戦隊シリーズ（テレビ朝日・東映）
  - 未来戦隊タイムレンジャースペシャル スーパー戦隊大集合!（2001年） - ガオブラックの声 役
  - 百獣戦隊ガオレンジャー（2001年） - 牛込草太郎 / ガオブラック 役
- 子連れ狼（2002年、テレビ朝日）
  - 子連れ狼2（2003年、テレビ朝日・東映）
- 天罰屋くれない闇の始末帖（2002年、テレビ朝日・東映）
- 高原へいらっしゃい（2003年、TBS）
- 特命係長 只野仁（2003年、テレビ朝日・MMJ）
- 剣龍記（2004年、関西テレビ）
- 名奉行! 大岡越前（2006年、テレビ朝日・東映）
- ヅラ刑事 頭上最大の決戦（2007年、フジテレビ）
- 東京駅お忘れ物預り所（2007年、テレビ朝日）
- 環境超人エコガインダー（2008年、キッズステーション） - 片桐博士 役
  - 環境超人エコガインダーII（2010年） - 片桐寅蔵博士 役
  - 環境超人エコガインダー0X（2012年） - 黒崎教授 役
- 臨場（2009年、テレビ朝日・東映）
- 警視庁・捜査一課長 season5 第3話（2021年4月29日､テレビ朝日・東映） - 青田晋太郎 役

### ラジオ
- 昭和サウンドマップ（FM岩手・FM秋田・FM山形・FM GUNMA・RADIO BERRY・FM滋賀・FM岡山・広島FM・FM香川・FM徳島・FM高知・FM佐賀・FM長崎、パーソナリティ（2025年4月1日 - ））
- Brand-New Morning（TBSラジオ・JRN・ラジオ大阪、金曜：MC（2025年4月4日 - ））

### ウェブテレビ
- ABEMA BOATRACE TOWN 異世代アイドルバトル！波乗りキングダム（2020年7月11日、ABEMA）[10]

### 映画・オリジナルビデオ
- 横浜ばっくれ隊（1994年）
  - 横浜ばっくれ隊 夏の湘南純愛篇（1994年）
  - 横浜ばっくれ隊 純情ゴロマキ死闘篇（1995年）
- 戦慄のムー体験（1994年）
- Zの回路 復讐の裏ゴト師（1995年）
- チャンスコール（1995年）
- 人間の翼 最後のキャッチボール（1996年） - 本田耕一 役
- 宮澤賢治 その愛（1996年）
- レディースMAX（1996年）
- 個人授業（1996年）
- エンジェル（1997年）
- シン・レッド・ライン（1998年） - 日本人捕虜 役
- スーパー戦隊シリーズ
  - 百獣戦隊ガオレンジャーVSスーパー戦隊（2001年） - 牛込草太郎 / ガオブラック 役
  - 劇場版 百獣戦隊ガオレンジャー 火の山、吼える（2001年） - 牛込草太郎 / ガオブラック 役
  - 百獣戦隊ガオレンジャー スーパービデオ 対決!ガオレンジャーVSガオシルバー 炎のピヨちゃんたんじょう!（2001年、講談社） - 牛込草太郎 役
  - 忍風戦隊ハリケンジャーVSガオレンジャー（2003年） - 牛込草太郎 / ガオブラック 役
  - 忍風戦隊ハリケンジャー 10 YEARS AFTER （2013年）
- プレイガール（2003年）
- eiko（2004年）
- ホールインワン（2005年）
- クラッシャーカズヨシ（2005年）
  - クラッシャーカズヨシ 怒る（2008年）
- 矜持（2006年）
- スピードファントム（2006年）
- 電エース（2006年）
  - 電エース中野 （2015年）
- シルバー假面（2006年）
- 全ての始まりに（2006年）
- トンデモホラーシリーズ あっ!お皿に首が乗っている!（2007年）
- 巨乳をビジネスにした男（2007年）
- 実写版まいっちんぐマチコ先生 Go! Go! 家庭訪問!!（2007年）
  - 実写版まいっちんぐマチコ先生 ビバ!モモカちゃん!（2008年）
- やる気まんまん（2007年）
- クラッシャータケる（2007年）
- Memory（2007年）
- オーバードライブ（2007年）
- 髪がかり（2008年）
- ギララの逆襲/洞爺湖サミット危機一発（2008年） - 小松隊員 役
- スーパー戦闘 純烈ジャー（2021年）[11]
  - 純烈のラブ湯〜 全国名湯巡り（2021年）
  - スーパー戦闘 純烈ジャー 追い焚き☆御免（2022年）

### 舞台
- 沈黙（1993年、日生劇場）
- リボンの騎士（2002年、新宿文化センター／ナイロン卿）

リボンの騎士（2003年、ハーモニーホール座間・ティアラこうとう／ナイロン卿）
- the CiRCLe（2012年、青山円形劇場）
- ビジネスマンミュージカル Way Out（2012年、池袋シアターグリーン／主演・桜庭長太郎）
- Bizテインメント・シアター Way Out（2013年、銀座博品館劇場／主演・桜庭長太郎）

Bizテインメント・シアター Way Out（2014年、銀座博品館劇場／主演・桜庭長太郎）
Bizテインメント・シアター Way Out（2015年、東京芸術劇場プレイハウス・大阪エルシアター／主演・桜庭長太郎）

### イベント
- 酒井祭
  - 東京
    - しんじゅく酒井祭（2002年11月28日、ロフトプラスワン）[12]
    - 酒井一圭プレゼンツ「第三回しんじゅく酒井祭」(2003年5月3日、ロフトプラスワン)[13]
    - 「第４回しんじゅく酒井祭」-全壊-（2003年9月20日、ロフトプラスワン）[14]
    - 第６回 しんじゅく酒井祭 ～１～（2005年3月6日、ロフトプラスワン）[15]
    - 第７回 しんじゅく酒井祭　～炎～（2005年4月10日、ロフトプラスワン）[16]
    - 第８回 しんじゅく酒井祭～遊～（2005年5月5日、ロフトプラスワン）[17]
    - LOFT/PLUS ONE 10th Anniversary「しんじゅく酒井祭第９回～道場やぶり」（2005年7月24日、ロフトプラスワン）[18]
    - しんじゅく酒井祭り第１０回（2005年8月1日、Naked Loft）[19]
    - 「しんじゅく酒井祭」クラッシャーカズヨシ--エピソード２（2005年10月29日、ロフトプラスワン）[20]
    - 「酒井祭 -FAINAL-」（2006年5月9日、ロフトプラスワン）[21]
    - ホストNaked Loft時給￥1,000？～酒井祭り～(2006年2月2日、Naked Loft) - キングオブホスト酒井一圭[22]
    - ホストネイキッド時給￥1000？　キングオブホストへの道（2006年4月5日、Naked Loft）圭[23]
    - クラッシャーカズヨシpresents しんじゅくお泊り酒井祭 ～添い寝～（2006年8月12日、ロフトプラスワン）[24]
    - しんじゅく酒井祭　何年振りだよっ！？（2025年7月29日、新宿ロフトプラスワン）

  - 大阪
    - 第2回おおさか酒井祭”ジャングル”特撮ヒーローイベント第40弾（2003年8月31日、in→dependent theatre）[25]
    - おおさか酒井祭 -WEST POWER-（2004年5月30日、in→dependent theatre）[25]
    - おおさか酒井祭り2014「キャベツ焼 VS たこ焼き」（2014年8月20日、ロフトプラスワンウエスト）
- クラッシャーカズヨシ関連
  - 東京
    - LOFT/PLUS ONE 10th Anniversar／狂気の自主特撮映画上映「クラッシャーカズヨシ祭」（2005年9月25日、ロフトプラスワン）[26]
    - 狂気の自主特撮映画上映「第二回クラッシャーカズヨシ-祭」（2005年11月7日、ロフトプラスワン）[27]
    - 「シネマ秘宝館２８・へんしんまつり」（2005年12月23日、ロフトプラスワン） - 昼公演のみ[28]
    - 「クラッシャーカズヨシEPSODE:4」公開！（2006年3月8日、ロフトプラスワン）[29]
    - 「クラッシャーカズヨシ～バカ祭～」（2006年4月11日、ロフトプラスワン）[30]
    - 「クラッシャーカズヨシ～最終章～」（2006年6月11日、ロフトプラスワン）[31]
    - クラッシャーカズヨシＣＤ発売記念イベント「勝気のサタデーナイト」～唄え！クラッシャーカズヨシの歌～(2006年7月8日、ロフトプラスワン)[32]
    - 「集え！正義!!　ローカルヒーロー祭り」（2006年10月14日、ロフトプラスワン） - ゲスト・クラッシャーカズヨシとして出演[33]
    - 21世紀たぬき presents 映画「クラッシャーカズヨシ」オールナイツ・いっきょじょーえー（2006年11月8日、ロフトプラスワン）[34]
    - 南郷勇一ファンクラブ presents「河崎実オールスター感謝祭」（2006年11月10日、ロフトプラスワン） - ゲスト・クラッシャーカズヨシとして出演[34]
    - 21世紀たぬき presents 映画クラッシャーカズヨシ２・クランクイン！（2007年2月12日、ロフトプラスワン）[35]
    - 21世紀たぬき presents クラッシャーカズヨシの「なんか」（2007年4月4日、ロフトプラスワン）[36]
    - 20世紀たぬき＆酒井AIDプレゼンツ『クラッシャーカズヨシ』クラッシャー２号公開オーディション祭！（2007年6月11日、ロフトプラスワン）[37]
    - 集え！正義！！ローカルヒーロー祭り・２（2007年9月8日、ロフトプラスワン） - ゲストコメンテーターとして出演[38]

  - なにわ編
    - クラッシャーカズヨシ祭～なにわ編～（2005年10月22日、大阪）[25]
    - クラッシャーカズヨシ祭 なにわ編パート2（2006年2月25日、大阪）[25]
    - クラッシャーカズヨシ ～なにわ編 3～（2006年8月26日、大阪）[25]
- KEIBA TALK
  - KEIBA TALK vol.3「しんじゅく競馬祭」（2003年9月19日、ロフトプラスワン）[14]
  - KEIBA TALK vol.8「Umap一周年記念」トークライブ！（2004年8月4日、ロフトプラスワン）[39]
  - 『復活！ウマップ ＬＩＶＥ』～最近、みんな競馬どうなのよ！？スペシャル～（2014年9月28日、しもきた空間リバティ）
- 酒井一圭、育児を学ぶ。（仮）（2004年7月2日、ロフトプラスワン）[40]
- 「７月７日夜７時！　最もラッキーな競馬予想バンド生誕！」（2004年7月7日、ロフトプラスワン）[40]
- 出会い系高校！「定時制高校プラスワン」（2005年6月28日、ロフトプラスワン）[41]
- 「抱かれたいヒーロー・抱かれたくないヒーローランキング」（2006年2月26日、ロフトプラスワン）[42]
- 出会い系居酒屋プラスワン
  - 出会い系居酒屋プラスワン＆酒井祭presents「女性入場無料!!友達100人できるかな・さかぢんnoばぁ～」（2006年6月30日）[31]
  - 出会い系居酒屋プラスワンpresents 49 女性入場無料！「出会い系 ザ★部屋飲み」（2006年8月5日、ロフトプラスワン）[24]
  - 出会い系居酒屋プラスワン presents52「女性入場無料!!!友達100人できるかな？～さみしんぼたちのクリスマスパーティー」（2006年11月24日、ロフトプラスワン）[34]
  - 出会い系居酒屋ﾌﾟﾗｽﾜﾝ presents53「女性入場無料!!!友達100人できるかな？～バレンタイン直前SP」（2007年2月9日、ロフトプラスワン）[35]
- LOFT/PLUS ONE 11th Anniversary ロフトプラスワン大誕生祭!!（2006年7月6日、ロフトプラスワン）[32]
- ビジュアルボーイ presents VBフレッシュトークLIVE 2006summer（2006年7月31日、ロフトプラスワン） - 総合司会[32]
- 森下悠里 presents
  - 森下悠里 presents 第1回 悠里ちゃん祭（2006年9月5日、ロフトプラスワン） - 司会[43]
  - 森下悠里 presents 森下悠里ちゃん・バースデー祭(2007年1月27日、ロフトプラスワン) - 司会[44]
- 恐怖のバースデーパーティー 芸人・レイパー佐藤の三重苦！（2007年1月30日、ロフトプラスワン） - 参列者[44]
- LOFT/PLUS ONEプレゼンツ「プラスワンナイトREMIX」(2007年2月15日、ロフトプラスワン)[35]
- 河崎実監督最新作 presents トンデモ・ホラー全３作！一挙上映！（2007年2月24日、ロフトプラスワン） - ゲスト[35]
- 白川裕二郎 presents 白川筋肉祭（2007年3月8日、ロフトプラスワン） - スペシャルゲスト[45]
- 第一回「酒井とリカヤの人生再生」（2007年3月15日、Naked Loft）[46]
- ２００７年！ＰＯＧ開幕！「青本」発売記念トークライブ！ ＰＯＧ大魔王！丹下日出夫の青本劇場！（2007年5月15日、ロフトプラスワン） - 司会[47]
- LOFT/PLUS ONEプレゼンツ「プラスワンナイトREMIX～5月病をぶっとばせ！」（2007年5月23日、ロフトプラスワン） - ビデオ出演？[47]
- ＤＶＤ発売記念トークイベント！実写版・まいっちんぐマチコ先生！（2007年6月14日、ロフトプラスワン） - MC[37]
- 単なる飲み会
  - 単なる飲み会 vol.1 酒井裕二郎（2007年7月17日、ロフトプラスワン）[48]
  - 単なる飲み会 vol.2 ＆ クラッシャーカズヨシ presents ちゃんこ屋・我王（2007年8月13日、ロフトプラスワン） - 社長[49]
- LOFT/PLUS ONEプレゼンツ「プラスワンナイトREMIX～秋の陣ウィークエンドスペシャル！！」(2007年9月29日、ロフトプラスワン)[38]
- マッスル牧場classicの有料公開収録大会（2007年10月23日、ロフトプラスワン） - 酒井一圭HGとして出演[50]
- TOKYO CITY KEIBA　赤岡騎手トークショー（2012年9月19日、TOKYO CITY KEIBA トゥインクルステージ）
- HAPPY BIRTHDAY DEAR KIYOSHI HAYASHI「KIYOSHI BOM-BA-YE 2014」（2014年6月18日、ロフトプラスワン）
- 府中 大國魂神社例大祭 くらやみ祭（2023年5月5日、大國魂神社） - ゲスト
- 村上ショージ独演会 第189章（2025年3月26日、ルミネtheよしもと） - ゲスト
- ウィンズ・デー トークショー レース検討＆観戦会（2025年7月20日、ウィンズ八代）

### 声優
- 燃える仏像人間（2013年） - 小坊主 役

### プロレス
- マッスルハウス（2005年、後楽園ホール）
- マッスル9（2006年、北沢タウンホール）
- マッスル10（2006年、新宿フェイズ）
- マッスルハウス2（2006年、後楽園ホール）
- マッスル11（2006年、北沢タウンホール・新木場1stRing）
- マッスルハウス3（2007年、後楽園ホール）
- マッスル15（2007年、北沢タウンホール）
- マッスルハウス5（2008年、後楽園ホール）
- マッスルハウス6（2008年、後楽園ホール）
- アキバプロレス（2008年、秋葉原UDXアキバスクエア）
- マッスル坂井自主興行（2008年、新木場1stRing）
- DDT Special 〜6大ブランド大集結〜（2008年、後楽園ホール）
- マッスルハウス7（2009年、後楽園ホール）
- マッスルハウス10（2010年、後楽園ホール）
- DDT「武道館ピーターパン 〜DDTの15周年、ドーンと見せます超豪華4時間SP!〜」（2012年、日本武道館）
- DDT 工場プロレス「武道館ピーターパン」（2012年、日本武道館）
- DDT「April Fool 2013」（2013年、新宿FACE）
- DDT「Road to Ryogoku 2days in SHIMIZU〜ドラマティック・ドリーム・ツナ〜」（2013年、清水マリンビル）
- DDT「工場プロレス 2013」（2013年、宮地鉄工所）
- DDT「DDT万博〜プロレスの進歩と調和〜」（2013年、両国国技館）
- DDT「マッスルマニア 2019 in 両国〜俺たちのセカンドキャリア〜」（2019年、両国国技館）

## 作品
| 発売日         | 楽曲タイ                                                            | アーティスト名義 | 収録アルバム                                     | 最高 順位 |
| -------------- | ------------------------------------------------------------------- | --- | ------------------------------------------------ | --------- |
| 2002年11月21日 | 大空への階段                                                        | ガオレンジャー ［ガオレッド（金子昇）、ガオイエロー（堀江慶）、ガオブルー（柴木丈瑠）、 ガオブラック（酒井一圭）、ガオホワイト（竹内実生）］                             | 忍風戦隊ハリケンジャー VS 百獣戦隊ガオレンジャー | -位       |
| 2002年11月21日 | ガオレンジャー吼えろ!! ［オールキャスト・スペシャル・ヴァージョン］ | ガオレンジャー& 山形ユキオ ［ガオレンジャー：獅子走（金子昇）、鷲尾岳（堀江慶）、鮫津海（柴木丈瑠）、 牛込草太郎（酒井一圭）、大河冴（竹内実生）、大神月麿（玉山鉄二）］ | 忍風戦隊ハリケンジャー VS 百獣戦隊ガオレンジャー | -位       |

- 「TIMING」（2016年1月20日） - 歌：朝倉さや ft.酒井一圭（純烈） ※「おかえり-manzumamake-」カップリング曲

### 作詞
- 「炎」 作曲：NARASAKI 歌：宮内タカユキ（2008年） - 『クラッシャーカズヨシ 〜怒る〜』 主題歌
- 「しのび哀」 作曲：高取ヒデアキ 歌：純烈（2013年） - 『忍風戦隊ハリケンジャー 10 YEARS AFTER』挿入歌
- 「SAYONARA SAPPORO」 作曲：歌星錠 歌：純烈 （2015年） - 「星降る夜のサンバ」カップリング
- 「言葉足らずのメロディ」 作曲：大谷明裕 歌：純烈（2015年） - 「今夜はドラマチック Bタイプ」カップリング
- 「純烈一途」作曲：高取ヒデアキ 歌：純烈（友井雄亮）（2017年） - 「愛でしばりたい Aタイプ」カップリング
- 「愛が裁かれるとき」作曲：中崎英也 歌：純烈（2017年） - 「愛でしばりたい Dタイプ」カップリング
- 「僕に残された時間はどのくらいあるだろう」作曲：幸耕平 歌：純烈（酒井一圭）（2021年） - 「君がそばにいるから Bタイプ」カップリング
- 「We are SAUNNER」作曲：幸耕平 歌：純烈（2021年） - 「君がそばにいるから Dタイプ」カップリング
- 「NEW（入浴）YORK」作曲：影山ヒロノブ 歌：純烈（2021年） - 映画「スーパー戦闘 純烈ジャー」主題歌
- 「勇気のペンライト」作曲：岩崎貴文 歌：純烈（2021年） - 映画「スーパー戦闘 純烈ジャー」挿入歌
- 「君に会うために」作曲：高取ヒデアキ 歌：純烈（後上翔太）（2021年） - 映画「スーパー戦闘 純烈ジャー」挿入歌
- 「心のままに」作曲：NARASAKI 歌：純烈（2021年） - 映画「スーパー戦闘 純烈ジャー」エンディングテーマ
- 「真っ赤な2人」作曲：高取ヒデアキ 歌：純烈（白川裕二郎）（2022年） - 映画「スーパー戦闘 純烈ジャー 追い焚き御免」挿入歌
- 「レッツゴーラブユーチェンジ」作曲：岩崎貴文 歌：純烈（2022年） - 映画「スーパー戦闘 純烈ジャー 追い焚き御免」挿入歌
- 「銭湯巨神 純烈王」作曲：NARASAKI 歌：純烈（2022年） - 映画「スーパー戦闘 純烈ジャー 追い焚き御免」挿入歌
- 「とうほくであったまろう」作曲：イルカ 歌：純烈（2022年） - 「NHK東北温泉地応援プロジェクト」テーマソング

## その他の活動
- 俗・さよなら絶望先生（2008年） - 第7話Cパート『津軽通信教育』顔写真のみ出演

本編の1シーン「K・タカのスーパーフィンガーテクニック講座」の講師役の顔が酒井、CVは水島大宙。
EDクレジットにも「写真協力」という形でクレジットされている。
- 恋愛漫画家（2010年、著・桜木さゆみ、表紙カバー・ぶんか社）

## 執筆・連載
- 酒井祭（2002年 美術出版社）
- 純烈 人生相談室 僕のお腹で、泣けばいい（2021年 中央公論新社）
- 酒井一圭の直線勝負（2019年〜 日刊ゲンダイ 土曜日版 競馬コラム）
- 酒井一圭お悩み相談室（2020年〜 婦人公論連載）

### 講演会
- 教育講演会（2012年 豊田市立崇化館中学校）